# アディポネクチン
アディポネクチン（Adiponectin、GBP-28、apM1、AdipoQ、Acrp30）は、脂肪細胞から分泌される分泌蛋白である。

## 性質・特徴
血中濃度は一般的なホルモンに比べて桁違いに多く、μg/mlオーダーに達する。作用としては、インスリン受容体を介さない糖取り込み促進作用、脂肪酸の燃焼、細胞内の脂肪酸を減少してインスリン受容体の感受性を上げる作用、肝臓のAMPキナーゼを活性化させることによるインスリン感受性の亢進、動脈硬化抑制、抗炎症、心筋肥大抑制など、多彩である。受容体にはAdipoR1、AdipoR2、T-Cadherinなどが報告されている。
血中アディポネクチン濃度は内臓脂肪量に逆相関する。そのメカニズムは不明な点が多いが、一部は肥満脂肪組織で増加するTNF-αなどによるものと考えられている。低炭水化物食でアディポネクチンが増加するという報告がある。
骨格筋においてアディポネクチンは受容体に結合し、AMPキナーゼを活性化して、通常はインスリンにしか反応しないインスリン感受性のグルコーストランスポーターであるGLUT4を膜の表面へ移動させ、グルコースを取り込む作用があるといわれている。運動の結果によりアデノシン一リン酸（AMP、アデニル酸）が増加することが知られているが、このAMPがAMPキナーゼを活性化する経路と同じである。つまり、アディポネクチンは、インスリンの作用を介さずに、運動効果とほとんど類似のグルコースを取り込む作用を示すことになる。
AdipoR1とAdipoR2の同定論文については研究不正があるという告発が2016年になされたが、掲載誌にすでに修正公告を出しているという理由によって調査対象から外された。AdipoR1とAdipoR2の同定論文の責任著者である門脇孝は、2016年に出版した自伝において、AdipoR1やAdipoR2は部下の山内敏正が清水孝雄の研究室に出入りして同定してきたものであり、最初は門脇自身がアディポネクチンの受容体であることが信じられなかったが、今はT-Cadherinより正当な受容体と考えられると主張している。AdipoR1とAdipoR2についての研究報告にみられる混乱については、2019年に出版されたJournal of Lipid Research誌の論文の第一段落において解説がなされている。